# Борсук Роман Михайлович
Борсук Роман Михайлович (28 липня 1961, Самбір Львівська область) — психолог, письменник, тренер, автор концепції «Метод Сільви нової епохи», автор популярних книг про Метод Сільви.
У 1998 році став одним із двох перших викладачів Методу Сільви в Україні і одним із перших у СНД. З 2000 по 2005 рік директор Методу Сільви України. Переклав тексти вправ Методу Сільви українською та російською мовами. Створив україномовний та російськомовний підручник Базового Курсу Методу Сільви, відеокурс Методу Сільви. Започаткував власну методику підготовки викладачів Методу Сільви. Більшість із діючих зараз викладачів Методу Сільви в країнах СНД підготовані ним або за його методикою. За час тренерської діяльності провів понад 300 тренінгів в Україні, Росії, Білорусі, країнах Балтії, Ізраїлі, Греції.
У 2006 році балотувався у народні депутати на виборах до Верховної Ради України від Всеукраїнської партії Народної Довіри; був включений до виборчому списку під № 15.
Лауреат загальнонаціонального конкурсу «Українська мова — мова єднання».
У 2007 року заснував власну Школу Романа Борсука, основою якої є подальший розвиток Методу Сільви.

## Книги Романа Борсука
- Метод Сільва. Практикум. Частина 1: Початок (російською мовою). Видавництво ПОПУРРИ, Мінськ, 2004 ISBN 985-483-423-9
- Метод Сільва. Практикум Частина 2: Шлях (російською мовою); Видавництво ПОПУРРИ, Мінськ, 2004 ISBN 985-483-983-4
- Перервана розмова з Богом (російською мовою); Видавничий дім ПИТЕР[ru], Санкт-Петербург, 2007 ISBN 5-469-01501-7
- Вакцина від стресу (російською мовою); Видавничий дім ПИТЕР, Санкт-Петербург, 2007 ISBN 5-91180-016-0
- Моделювання краси. Метод Сільви для жінок (російською мовою); Видавничий дім ПИТЕР, Санкт-Петербург, 2007 ISBN 5-91180-025-X
- Отримання сили. Метод Сільви для чоловіків (російською мовою); Видавничий дім ПИТЕР, Санкт-Петербург, 2007 ISBN 5-91180-026-8
- Лідер для себе (російською мовою). Видавничий дім ПИТЕР, Санкт-Петербург, 2007 ISBN 978-5-91180-028-4
- Лідер для інших (російською мовою). Видавничий дім ПИТЕР, Санкт-Петербург, 2007 ISBN 978-5-91180-027-7